# Catharsius upembanus
Catharsius upembanus là một loài bọ cánh cứng trong họ Bọ hung (Scarabaeidae).